# Steve Claridge
Stephen Edward Claridge, comunemente conosciuto anche come Steve Claridge, (10 aprile 1966) è un allenatore di calcio ed ex calciatore inglese, di ruolo attaccante, tecnico del Salisbury.

## Carriera

### Giocatore
Ha giocato nella prima divisione inglese con il Leicester City dal 1996 al 1998, vincendo con il club anche una Coppa di Lega (segnando tra l'altro la rete decisiva nei tempi supplementari del replay della finale); ha poi giocato in vari club di seconda divisione (dal 1990 al 1992 al Cambridge Utd, nella seconda parte della stagione 1991-1992 al Luton Town, nel Birmingham City nella stagione 1995-1996, nel Wolverhampton, nel Portsmouth e nel Millwall). Ha inoltre giocato anche per due anni in terza divisione con il Cambridge United, tra il 1992 ed il 1994.
Il 9 dicembre 2006 partendo da titolare nella sconfitta casalinga per 4-0 del Bournemouth contro il Port Vale ha disputato la sua partita numero 1000 in carriera (incluse anche le presenze in competizioni non professionistiche). Negli ultimi anni di carriera ha giocato in vari club delle serie minori inglesi, smettendo di giocare (ad eccezione di una partita con il Salisbury nel 2017) al termine della stagione 2011-2012, all'età di 46 anni.

### Allenatore
Nella stagione 2000-2001 ha allenato per 23 partite (5 vittorie, 10 pareggi ed 8 sconfitte) il Portsmouth, club di cui era anche giocatore, nella seconda divisione inglese; dal 22 giugno al 27 luglio 2005 ha allenato il Millwall, club di seconda divisione, venendo però esonerato prima dell'inizio della stagione senza mai aver allenato in partite ufficiali nel club. Dal 2015 allena i dilettanti del Salisbury.

## Palmarès

### Giocatore

#### Competizioni nazionali
- Coppa di Lega inglese: 1

Leicester City: 1996-1997
- Second Division: 1

Birmingham City: 1994-1995
- Football League Trophy: 1

Birmingham City: 1994-1995

#### Competizioni regionali
- Dorset Senior Cup: 3

Weymouth: 1985-1986, 1986-1987, 1987-1988

### Allenatore

#### Competizioni regionali
- Wessex Football League: 1

Salisbury: 2015-2016